# I promessi sposi (Ponchielli)
I promessi sposi és una òpera en quatre actes composta per Amilcare Ponchielli sobre un llibret italià de Giuseppe Aglio i Cesare Stradivari, basat en I promessi sposi d'Alessandro Manzoni. S'estrenà al Teatro della Concordia de Cremona el 30 d'agost de 1856.
El llibret i la partitura van ser revisats profundament diverses vegades, fins que es va tornar a estrenar amb gran èxit al Teatre Dal Verme de Milà el 4 de desembre de 1872. L'última i decisiva revisió fou confiada al llibretista Emilio Praga.

## Intèrprets i personatges de l'estrena
| Personaggio        | Intèrprets (Cremona, 1856) Dir: Achille Marzorati | Intèrpret (Milano, 1872) Dir: Roberto Kuon |
| ------------------ | ------------------------------------------------- | ------------------------------------------ |
| Don Rodrigo        | Vito Orlandi                                      | Augusto Brogi                              |
| L'Innominato       | Cesare Nanni                                      | Luigi Manfredi                             |
| Cardinale Federigo |                                                   | Giovanni Calcaterra                        |
| Signora di Monza   | Annetta Heller                                    | Eufemia Barlani Dini                       |
| Fra Cristoforo     |                                                   | Marcello Junca                             |
| Lucia              | Luigia Ponti Dell'Armi                            | Teresa Brambilla                           |
| Renzo              | Agostino Dell'Armi                                | Giulio Olnar                               |
| Griso              |                                                   | Giovanni Erfi                              |
| Nibbio             |                                                   | Celestino Saccardi                         |
| Tonio              |                                                   | Pietro Fabbri                              |